# Aulacidea hieracii
Aulacidea hieracii är en stekelart som först beskrevs av Carl von Linné 1758.  Aulacidea hieracii ingår i släktet Aulacidea och familjen gallsteklar. Enligt den finländska rödlistan är arten otillräckligt studerad i Finland. Arten är reproducerande i Sverige. Artens livsmiljö är torra gräsmarker. Inga underarter finns listade.